# MAS-36
AS Modèle 36 (còn được gọi là Fusil à répétition 7 mm 5 M. 36) là một khẩu súng trường bắn tia quân sự. Lần đầu tiên được áp dụng vào năm 1936 bởi Pháp và dự định thay thế loạt súng trường dịch vụ Berthier và Lebel, nó đã được sử dụng từ lâu trong thời kỳ Thế chiến II. MAS-36 được sản xuất từ cuối năm 1937 trở đi bởi Manufacture d'Armes de Saint-Étienne (MAS), một trong những nhà máy sản xuất vũ khí thuộc sở hữu của chính phủ ở Pháp. Chỉ có 250.000 khẩu súng trường MAS-36 được trang bị cho bộ binh Pháp trong Trận chiến nước Pháp năm 1940. Việc sản xuất hàng loạt cuối cùng đã bắt đầu sau Thế chiến II và súng trường MAS-36 được sử dụng rộng rãi trong Chiến tranh Đông Dương lần thứ nhất và Chiến tranh Đông Dương lần thứ hai, Chiến tranh Algeria và cuộc khủng hoảng Suez. Tổng cộng, khoảng 1,1 triệu khẩu súng trường MAS-36 đã được sản xuất khi ngừng sản xuất vào năm 1952.

## ‎Biến thể‎‎
- ‎MAS 36 CR39‎‎ - phiên bản trang bị báng nhôm rỗng gấp được thiết kế cho lính dù.‎
- ‎MAS 36 LG48‎‎ - phiên bản nòng dài, có thể bắn đạn phóng lựu 48 mm được sử dụng trong Chiến tranh Đông Dương lần thứ nhất.‎
- ‎MAS 36/51‎‎ - phiên bản nòng dài, có thể bắn đạn phóng lựu  tiêu chuẩn ‎‎NATO 22 mm.‎‎ ‎
- ‎Fusil modèle FR-G2‎‎ - phiên bản được sửa đổi bổ sung chụp bù giật và kính ngắm dùng cho thiện xạ chỉ định, được sử dụng làm chốt chặn trong khi súng trường FR F1 đang được sửa lại thành FR F2.‎

## Các nước sử dụng
- Đệ tam Cộng hòa Pháp
- Liên hiệp Pháp
- Pháp
- Réunion
- Bỉ
- Đế quốc Nhật Bản
- Liên bang Đông Dương
- Việt Nam Cộng hòa
- Việt Nam Dân chủ Cộng hòa
- Cộng hòa Miền Nam Việt Nam
- Việt Nam
- Lào
- Algérie
- Campuchia
- Nga Tịch thu từ trong tay Phiến quân Syria. Những khẩu súng MAS-36 và MAS-49 do Pháp sản xuất từ trước và sau Thế chiến II cũng rơi vào tay phiến quân. Một số khẩu vẫn còn khá mới, dường như không được sử dụng nhiều bởi phiến quân không có nhiều đạn cho loại súng này.